# Powiat Halberstadt
Powiat Halberstadt (niem. Landkreis Halberstadt) - był do 1 lipca 2007 powiatem w niemieckim kraju związkowym Saksonia-Anhalt. Tereny powiatu zostały włączone do nowo powstałego powiatu Harz.
Stolicą powiatu Halberstadt było Halberstadt.

## Miasta i gminy
1. Halberstadt, miasto (39.318)
2. Huy (8.592)

Wspólnoty administracyjne
| - 1. Wspólnota administracyjna Bode-Holtemme 1. Groß Quenstedt (1.013) 2. Harsleben (2.304) 3. Nienhagen (449) 4. Schwanebeck, miasto (2.344) 5. Wegeleben, miasto * (3.053) | - 2. Wspólnota administracyjna Harzvorland-Huy 1. Aspenstedt (547) 2. Athenstedt (431) 3. Danstedt (539) 4. Langenstein (1.929) 5. Sargstedt (734) 6. Ströbeck, Schachdorf * (1.149) | - 3. Wspólnota administracyjna Osterwieck-Fallstein 1. Aue-Fallstein (5.245) 2. Berßel (736) 3. Bühne (558) 4. Lüttgenrode (728) 5. Osterwieck, miasto * (3.810) 6. Rhoden (464) 7. Schauen (501) 8. Wülperode (549) |